# Aureocramboides
Aureocramboides is een geslacht van vlinders van de familie grasmotten (Crambidae).

## Soorten
- A. apollo Błeszyński, 1961
- A. mopsos Bassi, 1991